# Pagan Peak
Pagan Peak (Der Pass) est une série télévisée germano-autrichienne en 24 épisodes de 52 minutes créée par Cyrill Boss et Philipp Stennert et diffusée entre le 25 janvier 2019 et le 27 mai 2023 sur Sky 1.
En Suisse, la première saison a été diffusée entre le 2 et le 23 février 2020 sur la RTS Un. Elle reste inédite dans les autres pays francophones.
La série est une adaptation de la série suédo-danoise Bron de Hans Rosenfeldt.

## Fiche technique
- Titre original : Der Pass
- Création : Cyrill Boss et Philipp Stennert
- Réalisation : Cyrill Boss et Philipp Stennert
- Production :
  - Production exécutive :
- Société de production :
- Pays d'origine : Allemagne / Autriche
- Langue originale : allemand

## Distribution
- Julia Jentsch : Kriminalhauptkommissar Ellie Stocker
- Nicholas Ofczarek : Kriminalinspektor Gedeon Winter
- Franz Hartwig (de) : Gregor Ansbach
- Hanno Koffler : Claas Wallinger

## Épisodes

### Première saison (2019)
1. Ténèbres (Finsternis)
2. La Saison rouge (Die rote Jahreszeit)
3. L'Homme de la forêt (Der Mann aus dem Wald)
4. La Peste et le choléra (Die Bösen und Unartigen)
5. Les Masques (Masken)
6. De chair et de sang (Aus Fleisch und Blut)
7. La Tempête (Der Sturm)
8. L'Ange (Engerl)

### Deuxième saison (2022)
Cette saison a été mise en ligne le 21 janvier 2022 sur Sky Q.
1. Prüfungen
2. Das Böse in den Augen
3. Du bist mein Bruder
4. Der Wilderer
5. Mir zwaa
6. Der lange Schlaf
7. Hinter der Maske
8. Verrat

### Troisième saison (2023)
Cette saison de huit épisodes, sans titres, a été mise en ligne du 4 au 27 mai 2023 sur Sky.

## Prix et nomination
Goldene Kamera 2019
- Prix de la meilleure série[2],[3]
- Nomination dans la catégorie Meilleur acteur (Nicholas Ofczarek)[4]

Romyverleihung 2019
- Prix dans la catégorie Meilleure série télévisée (Quirin Berg, Max Wiedemann, Dieter Pochlatko, Jakob Pochlatko)[5],[6]
- Prix dans la catégorie Meilleur film de producteur (Quirin Berg, Max Wiedemann, Dieter Pochlatko, Jakob Pochlatko)

Bayerischer Fernsehpreis 2019
- Nomination dans la catégorie Meilleur acteur (Nicholas Ofczarek)[7]